# Axelmakterna

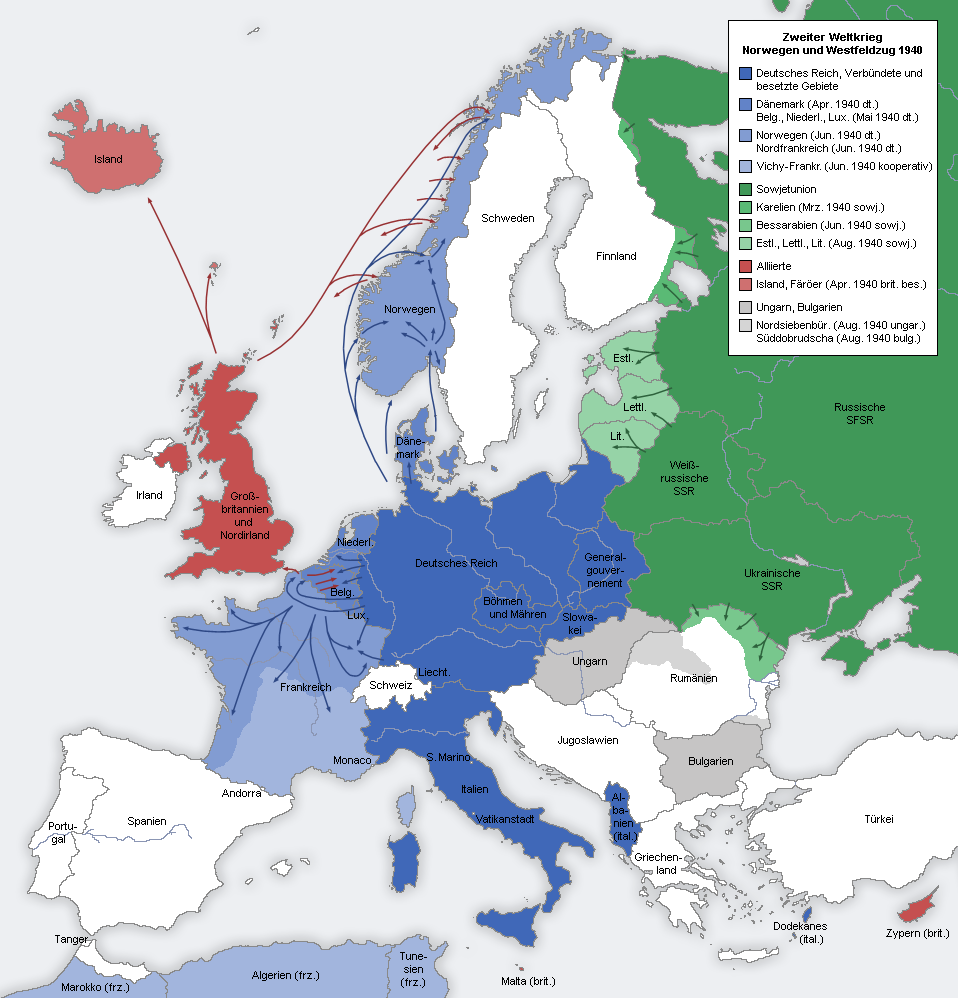
Axelmakternas erövringar 1940 (blått)

Kejsardömet Japans erövringar (rött) i Asien under andra världskriget.

Axelmakterna (tyska: Achsenmächte) avser de stater som under andra världskriget stred mot de allierade. Begreppet axelmakterna skapades den 1 november 1936 då Mussolini i ett tal nämnde den nya "Rom–Berlin-axeln", för att beskriva det närmande mellan Italien och Tyskland som skett i samband med utbrottet av andra italiensk-abessinska kriget och på sommaren 1936 tydligare i och med spanska inbördeskrigets utbrott och Galeazzo Cianos besök i Berlin oktober 1936 för undertecknande av ett vänskapsfördrag. Mussolini beskrev den som "en vertikallinje mellan Berlin och Rom, som icke var en skiljelinje, utan en axel, kring vilken alla europeiska stater kunde samlas, som önskade fred och samarbete".
Uttrycket kom att bli populärt i tysk och italiensk press och förkortades ofta till bara axeln eller axelmakterna.
Senare samma månad bildades Antikominternpakten där även Japan ingick. Tyskland och Italien undertecknade Stålpakten 1939. År 1940 anslöt sig Japan genom Tremaktspakten och dessa tre stater kom själva att beteckna alliansen för "Axeln Rom-Berlin-Tokyo". Axelmakterna, som geografiskt nådde sin största utbredning 1942, dominerade stora delar av världen, men besegrades av de allierade i slutet av andra världskriget. Under andra världskrigets gång var det många länder som både anslöt sig till och lämnade axelmakterna. Italien bytte sida i slutet av kriget.

## Deltagande nationer

### Främre axelmakter
Tyskland, under Führer Adolf Hitler.

 Japan, under premiärminister Hideki Tojo samt kejsar Hirohito.

 Italien, (1940-1943), under premiärminister Benito Mussolini och kung Viktor Emanuel III.

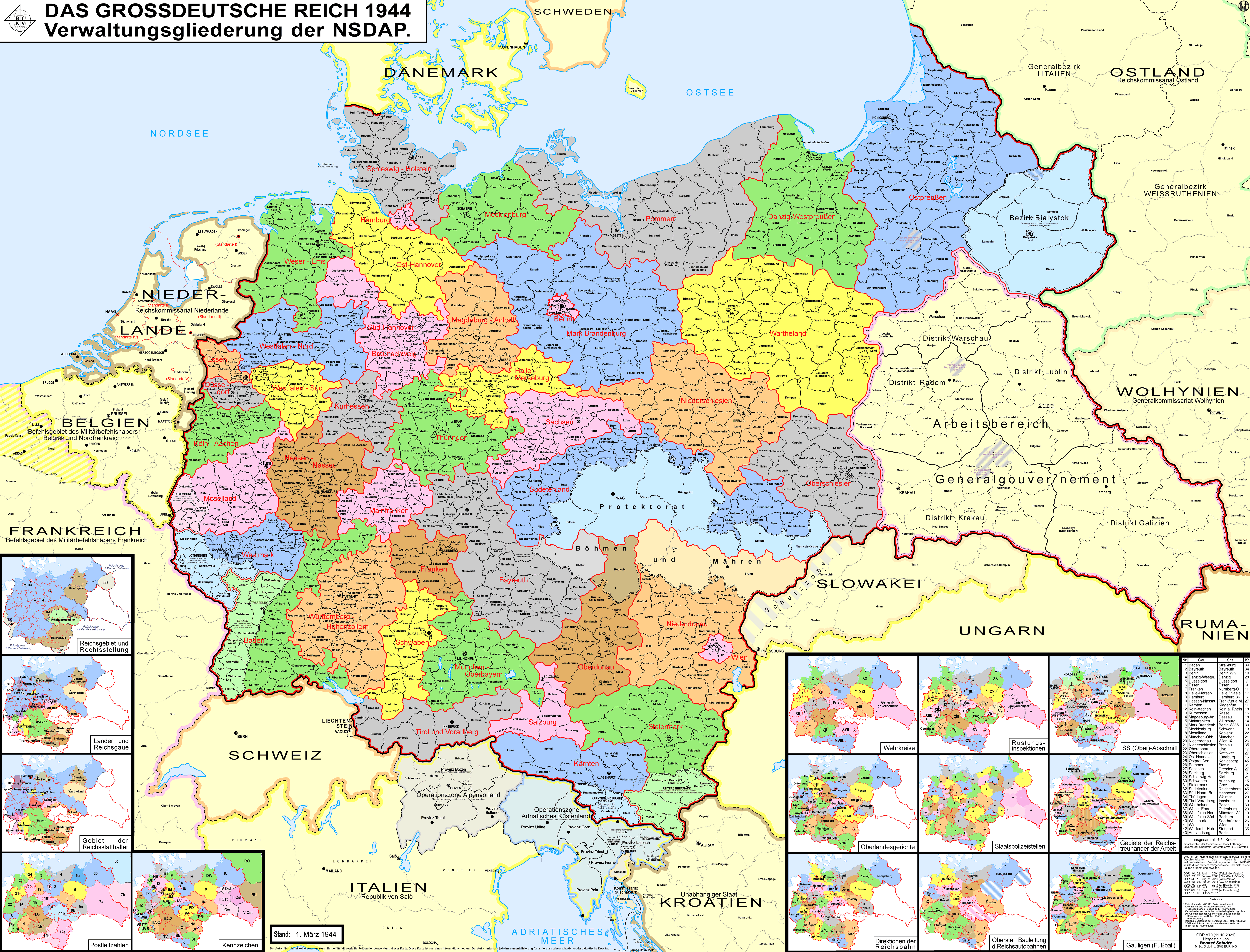
Nazityskland
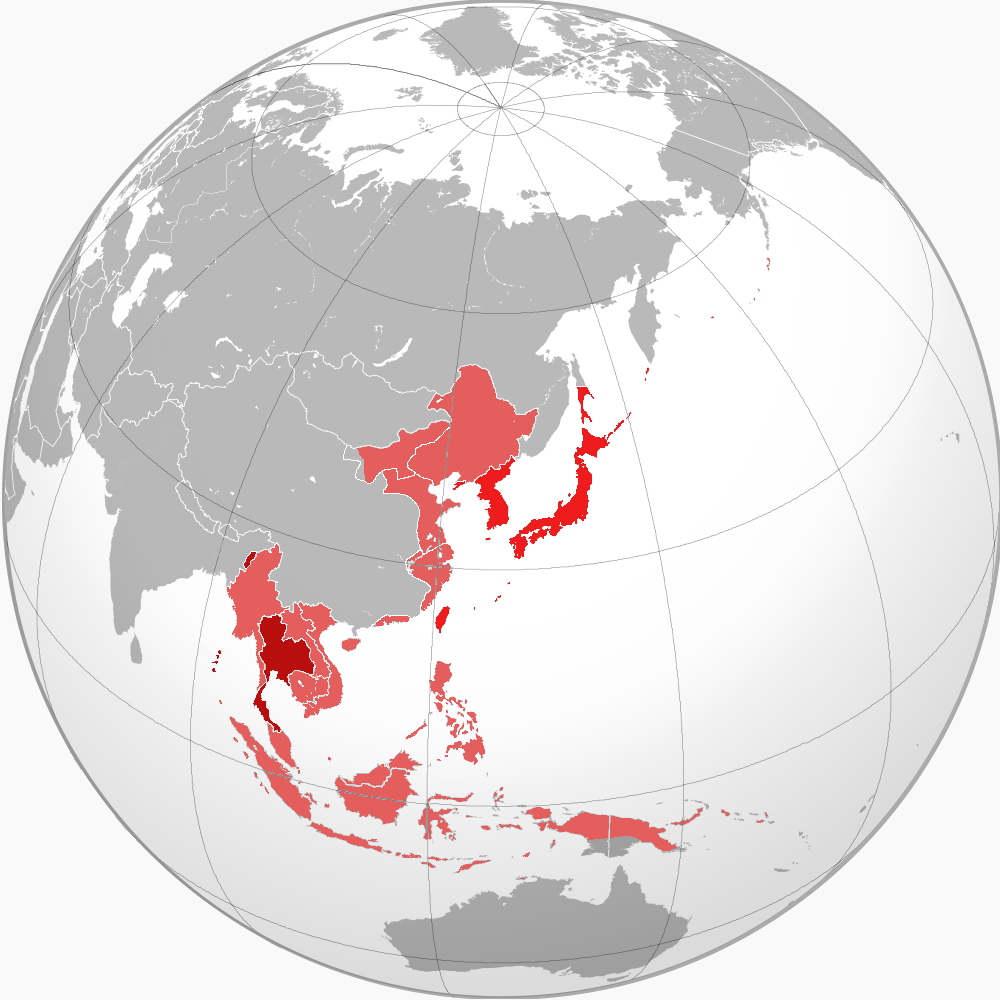
Japan med satellitstater och ockuperade områden
Italien

### Länder under axelmakt-styrd marionettregering

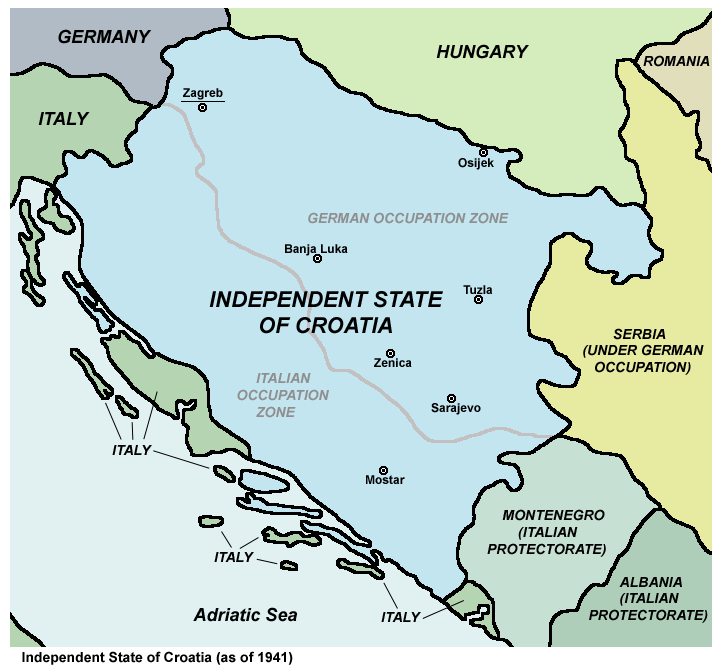
Kroatien
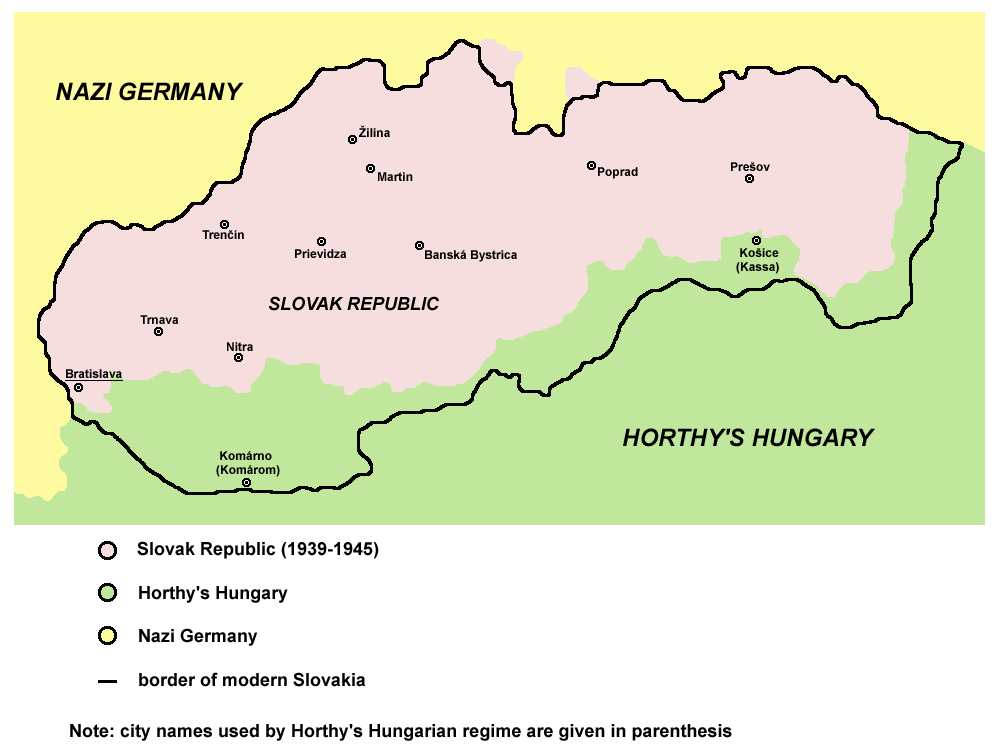
Slovakien
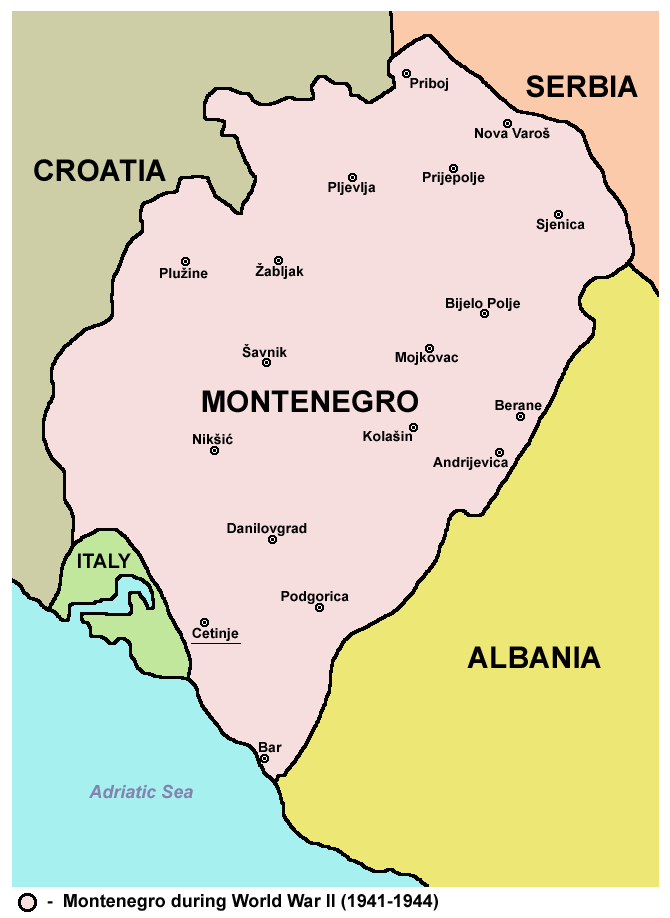
Montenegro
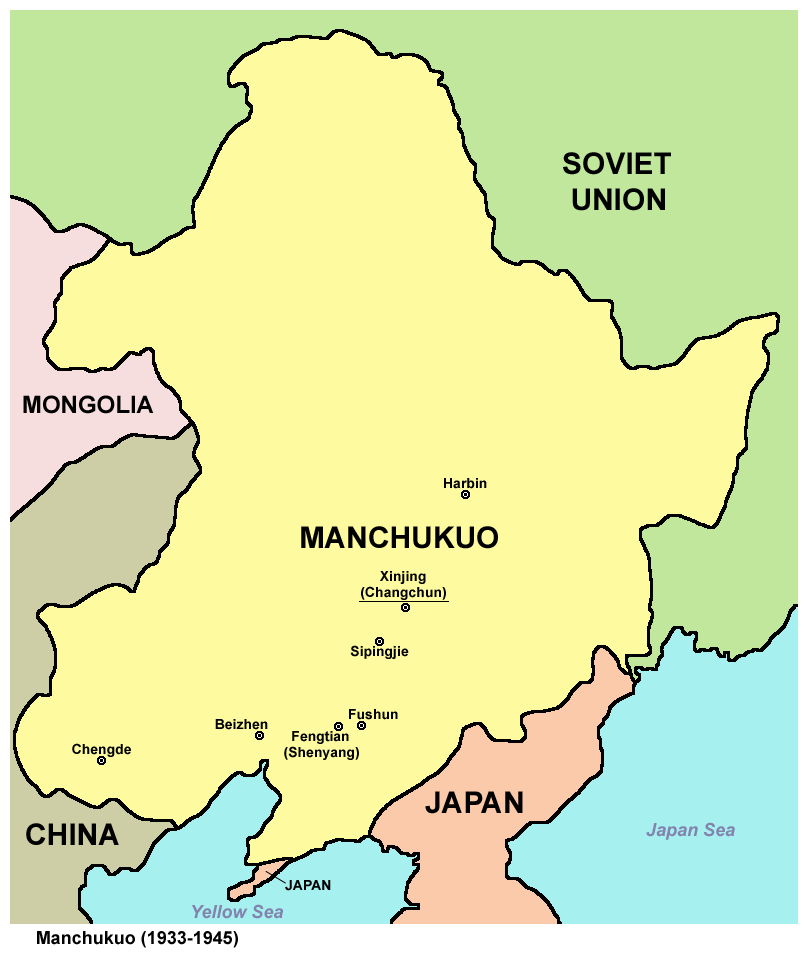
Manchukuo

### Mindre axelmakter
Ungern (1940-1945), under Miklós Horthy och senare Ferenc Szálasi.

 Rumänien (1941-1944), under Ion Antonescu.

 Bulgarien (1941-1944), under tsar Boris III av Bulgarien.

 Thailand (1941-1945), under Luang Phibul Songkhram.

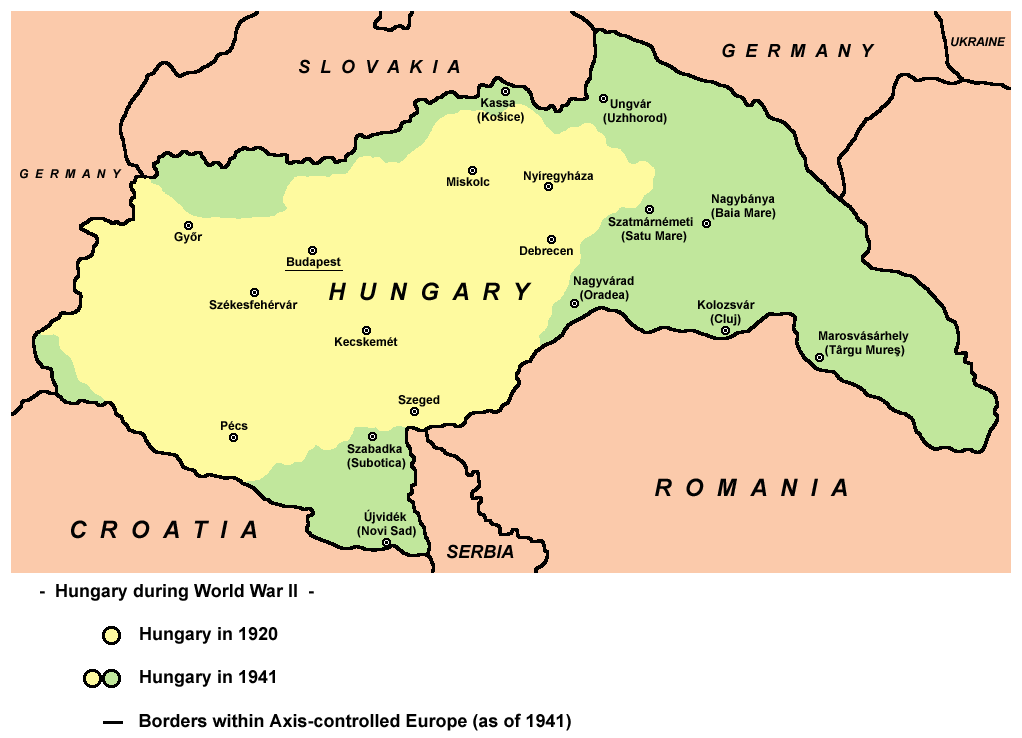
Ungern
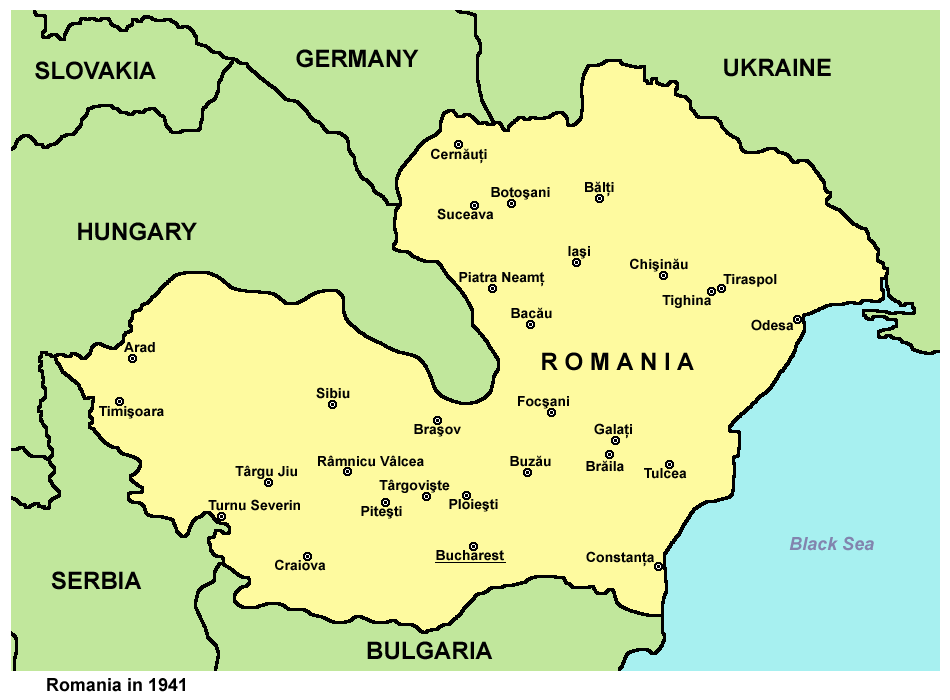
Rumänien
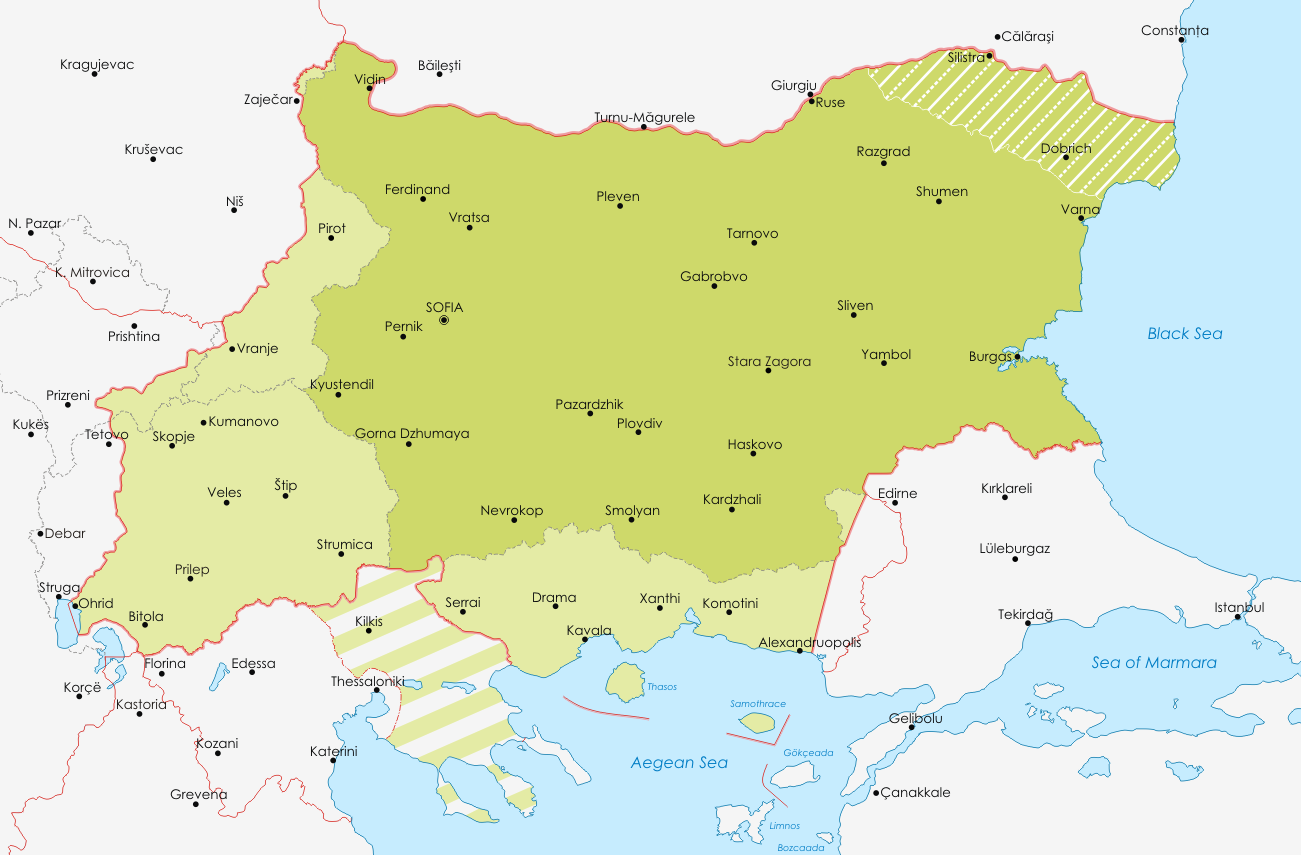
Bulgarien

### Länder i koalition med axelmakterna
Finland, (1941-1944), (se Ryti-Ribbentrop-avtalet), under president Risto Ryti och överbefälhavaren Gustaf Mannerheim.

 Irak, (1941), under Rashid Ali.

 Iran, (1941), under Reza Shah.

### Länder under axelmakt-styrd marionettregering[källabehövs]
Manchukuo (1932–1945), under kejsar Puyi.

 Slovakiska republiken (1939–1945), under Jozef Tiso.

 Albanien (1943–1944).

 Kroatien (1941–1945), under Ante Pavelić.

 Andra filippinska republiken (1943–1945), under José P. Laurel.
- Kroatien
- Slovakien
- Montenegro
- Manchukuo